# Абреу (село)
Абреу (осет. Абреу, груз. აბრევი — Абреви) — село в Закавказье, расположено в Ленингорском районе Южной Осетии, фактически контролирующей село; согласно юрисдикции Грузии — в Ахалгорском муниципалитете.

## География
Село находится на юге Ленингорского района к востоку от села Орчосан, на границе с собственно Грузией.

## Население
Село населено этническими осетинами. По данным 1959 года в селе жило 369 жителей.

## История
В период южноосетинского конфликта в 1992—2008 годов село входило в состав западной части Ленингорского района РЮО, находившейся в зоне контроля РЮО, на границе с зоной контроля Грузии. После войны в августе 2008 года село вместе с восточной частью «Ахалгорского района» перешло под контроль властей РЮО.

## Топографические карты
- Лист карты K-38-65 Ленингори. Масштаб: 1 : 100 000. Издание 1979 г.